# Atsushi Kurokawa
Atsushi Kurokawa (黒川 淳史 Kurokawa Atsushi?), född 4 februari 1998 i Saitama prefektur, är en japansk fotbollsspelare.
Kurokawa började sin karriär 2016 i Omiya Ardija. 2018 blev han utlånad till Mito HollyHock. Han spelade 67 ligamatcher för klubben. Han gick tillbaka till Omiya Ardija 2020.